# Sylvain Mirouf
 (février 2021).
Il peut être nécessaire de l'améliorer pour respecter le principe de neutralité de point de vue. Veuillez consulter la page de discussion pour plus de détails.

 (février 2021).
- Si vous ne connaissez pas le sujet, laissez ce bandeau (vous pouvez alors contacter les auteurs).
- Si vous supprimez le contenu mis en cause (vous pouvez préalablement contacter les auteurs),

argumentez précisément cette suppression dans la page de discussion
(un manque de référence n'est pas un argument ; une recherche réelle de référence doit avoir été effectuée, être formellement documentée).
 (juin 2019).
Si vous disposez d'ouvrages ou d'articles de référence ou si vous connaissez des sites web de qualité traitant du thème abordé ici, merci de compléter l'article en donnant les références utiles à sa vérifiabilité et en les liant à la section « Notes et références ».
Sylvain Mirouf, né le 13 juillet 1970 à Boulogne-Billancourt, est un illusionniste et animateur de télévision français.

## Biographie
Patrick Timsit le présente à Michel Drucker[réf. souhaitée] en 1994. Dès lors, il fera des apparitions régulières dans Studio Gabriel jusqu'en 1997. Il rejoint l'équipe de Star and Co, toujours aux côtés de Michel Drucker, qu'il suivra jusqu'en 1999 sur Vivement Dimanche. Il effectuera ainsi, en cinq ans, plus de 800 tours de magie différents en direct pour la télévision française, à des heures de grande écoute, dont plus de 500 créations originales[réf. nécessaire]. Il modernisera le genre en mariant la magie et l'humour pour créer des sketchs sur des thèmes d'actualité ou des personnalités ce qui sera sa marque de fabrique[réf. nécessaire]. Il créera ainsi des mots comme « cartounette » ou « blagounette » ou encore remettra au goût du jour  l'expression argotique bien antérieure « c'est sioux » un peu oubliée dans le langage commun[pertinence contestée]. Il enchaîne des galas, durant lesquels il joue son one-man-show Planquez vos montres, spectacle d'humour et de magie, qui le conduiront du Point-Virgule à la scène de l'Olympia. Ses dons sont remarqués par Georges Lautner puis par Richard Berry[réf. souhaitée]. Ils l'invitent chacun à l'écriture et à la mise en scène de tours inédits pour le cinéma[réf. nécessaire]. 
Il anime en 2000 à 20 h 20 sur France 3, un divertissement, Défi de Famille, adaptation du célèbre jeu japonais Happy Family Plan. Puis la chaîne lui confie la case 20 h 50 pour laquelle il imagine un concept basé sur l'idée d'un road movie à travers Las Vegas. Les émissions sont diffusées pour les fêtes de Noël. L'une d'elles sera la dernière émission de magie du XXe siècle et la seconde la première du XXIe siècle. Sylvain écrit en 1999 chez Flammarion un ouvrage intitulé Le livre magique de Sylvain Mirouf, qui sera épuisé en un mois et demi[réf. nécessaire]. Face au succès remporté par son livre, il propose en 2000 aux éditions Time-Life France, une série de vingt-deux fascicules, vidéos et accessoires, intitulée J'aime la magie vendus à plus d'un million d'exemplaires[réf. nécessaire]. 
Il anime l'émission Euromillionnaire de 2002 à 2004 tous les samedis à 20 h 20 sur France 3 (meilleure audience de la semaine sur cette tranche horaire[réf. nécessaire]). Une émission spéciale sur 13ème rue consacrée aux maisons hantées ainsi qu'un spectacle de variétés sur la TSR, « La magie de ... Serge Lama ». Il est également conseiller en effets magiques pour les spectacles de Patrick Timsit, Élie Kakou,...[réf. souhaitée] et continue de jouer son propre one-man-show.
Fin 2005, Polygram commercialise, Au cœur de la magie, la plus grande collection de DVD d'initiation[réf. nécessaire] (disque de diamant) et fin 2007 un coffret chez Lansay : La magie de Sylvain Mirouf, augmentant le marché des jouets de magie grand public de 45 %[réf. nécessaire].
Il édite  fin 2009 un nouveau coffret sur le mentalisme chez Lansay, et un tout nouveau livre-objet : Les trucs de (mir)Ouf, aux éditions Marque Page et participe en 2010 à l'élaboration des effets magiques d'un épisode de la série Camping Paradis (saison 2, épisode 1), « Magique camping », diffusé sur TF1. Il y fait même deux petites apparitions. Une autre création est une application magique sur iPhone intitulée Psy Bottle.
En 2011, il participe à la mise en magie d’un épisode[réf. souhaitée] de la série RIS police scientifique sur TF1 puis il propose un nouveau spectacle intitulé Show Vin. Il ressort en 2012 en DVD La Saga des élastiques et publie trois nouveaux livres chez Carrefour : Magie et Astuces…pour séduire les filles, pour faire des farces, pour gagner ses paris, etc. Il effectue également un one-man-show humoristique durant lequel il présente un grand nombre de ses créations.
En octobre 2013, il sort un nouveau livre objets intitulé Magie es tu là ? aux éditions Larousse, traitant de tours de magie illustrant les thèmes du paranormal.
En 2020, il présente une émission  Les petits magiciens avec Delphine Wespiser sur France 4.  Cette émission juge des enfants qui font des tours de magie.